# Arrhyton tanyplectum
Arrhyton tanyplectum là một loài rắn trong họ Colubridae. Loài này được Schwartz & Garrido mô tả khoa học đầu tiên năm 1981.